# 布萊恩·湯普森遇刺案
自2021年起擔任聯合健康保險執行長的布萊恩·湯普森，於當地時間2024年12月4日在美國紐約市曼哈頓的紐約市中心希爾頓酒店入口外遭槍擊身亡。當時他正在出席母公司聯合健康集團的年度投資者會議。警方認為這次襲擊並非隨機事件，而是有針對性的暗殺，並已展開調查。湯普森因聯合健康保險拒絕保險理賠的行為備受外界批評，他的家人也透露，過去曾收到過多次死亡威脅。槍擊發生於清晨，嫌疑人被描述為一名戴著口罩的白人男子，案發後迅速逃離現場。
湯普森之死在美國社會引發褒貶不一的反應。許多人對他、聯合健康集團乃至整個美國醫療體系表達蔑視和嘲諷。一些人甚至認為他的死亡「罪有應得」或「理所當然」，這種態度源於對聯合健康保險及其他健康保險公司拒絕理賠策略的不滿。尤其是湯普森之死被用作比較那些因保險理賠被拒而失去生命或健康的客戶的命運。然而，這宗事件也招致譴責，同時引發公眾與官方對湯普森的同情。事件發生後，湯普森的家人成為社交媒體上騷擾和威脅的對象，並遭遇起底及暴力恐嚇。
嫌疑人為路易吉·曼焦内，1998年出生，其於12月9日在賓夕凡尼亞州阿爾圖納被捕，同日在曼哈頓法院被指控犯有謀殺罪。該名嫌疑人攜帶一份明確提及聯合健康保險的宣言，多個偽造身份證件、一份美國護照，以及一把3D列印的槍支和與案發現場消音器一致的裝置。根據一名高級警官的說法，該宣言提到聯合健康保險的規模及高額收入，並批評醫療健康公司將盈利置於病患利益之上。曼焦內目前因被控無證持槍、偽造證件、向執法部門提供虛假身分證明，正被拘押在賓夕凡亞州，且不得保釋。其律師表示，曼焦內將對上述指控提出無罪辯護。

## 背景

### 湯普森與聯合健康保險
湯普森自2021年4月起擔任聯合健康保險執行長，直至其被殺。聯合健康保險是聯合健康集團的保險部門。他的遺孀波莉特接受NBC新聞採訪時表示，湯普森曾接到威脅，而她認為原因與「保險拒賠」有關。
在他死後，媒體報導指出，他生前正因內線交易面臨訴訟。據稱，在公司受到聯邦調查但尚未向股東披露的情況下，他與其他高層出售數百萬美元的股票。聯合健康集團自2023年10月起接受司法部調查，包括湯普森在內的內部人士趁股價下跌前，出售價值共計1.2億美元的個人持股。

### 拒賠問題與爭議

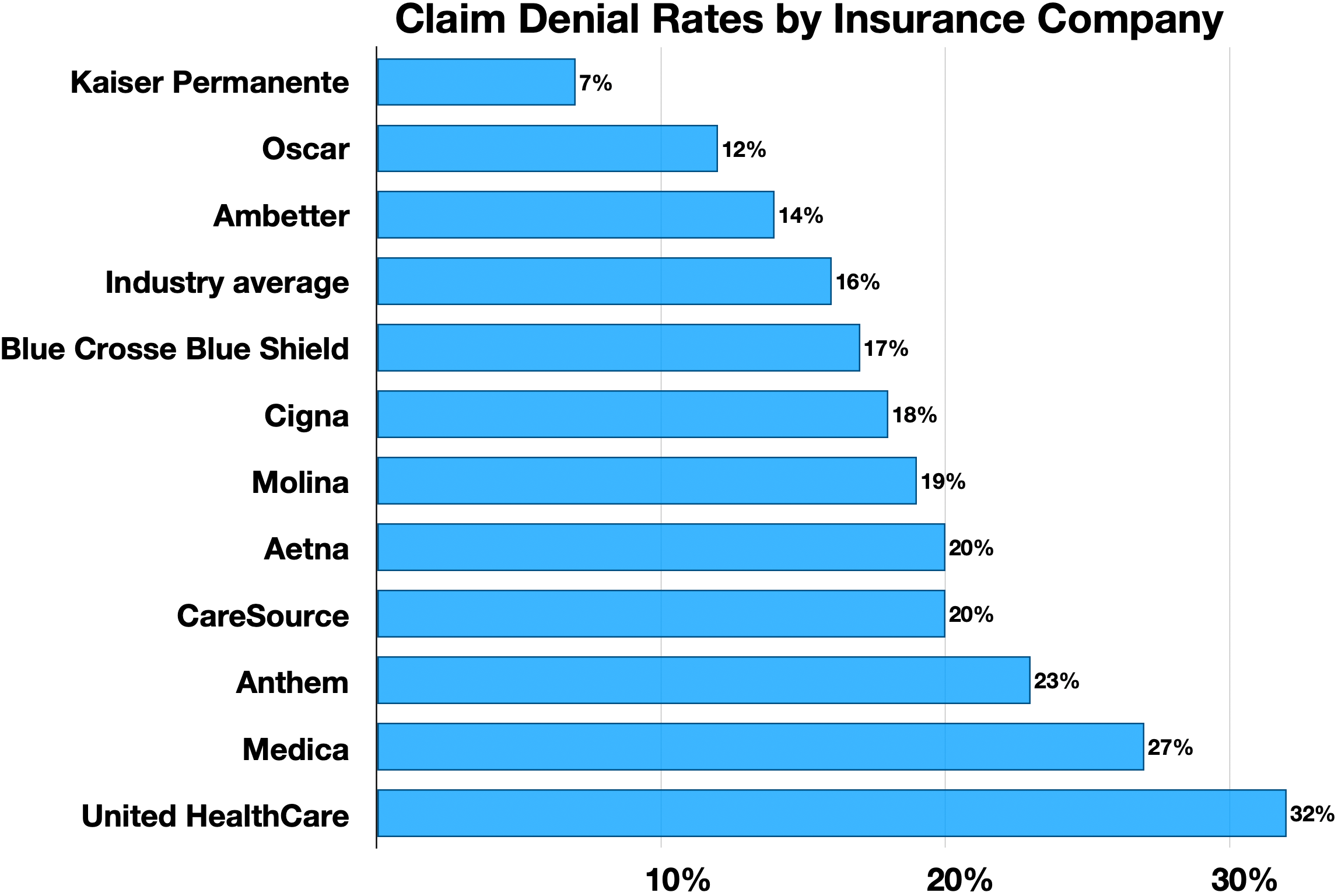
截至2024年12月5日，保險公司的索賠拒絕率

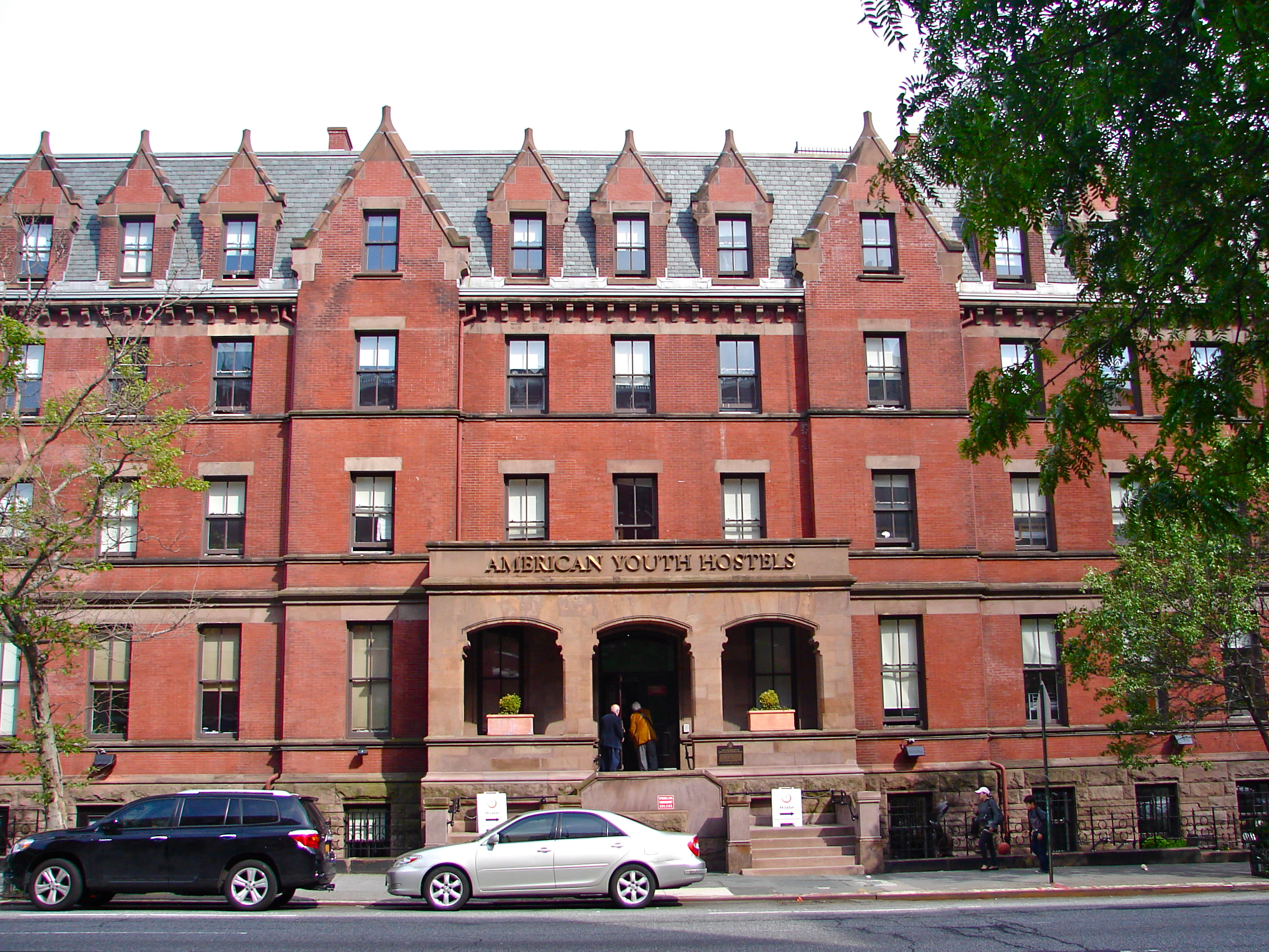
嫌疑人乘坐灰狗巴士抵達紐約後入住的旅館

聯合健康保險目前為4900萬美國人提供保險服務，2023年財報顯示其收入高達近2810億美元。然而，該公司在湯普森任內飽受批評，尤其是2021年因計劃拒絕支付「非緊急」急診室費用而遭到美國醫院協會公開譴責。2024年10月，美國參議院國土安全常設調查小組委員會的一份報告顯示，聯合健康保險及其他保險公司對「醫療保險優勢」計劃患者的事先授權拒賠數量激增，引發廣泛不滿。
此外，湯普森主導下的聯合健康保險開始使用人工智慧技術自動拒賠，導致許多患者無法獲得必要的醫療服務。一項於2023年提出的集體訴訟聲稱，聯合健康集團明知其AI模型的錯誤率高達90%，卻仍繼續使用。2024年9月，一群抗議者聚集在聯合健康集團子公司Optum位於明尼蘇達州伊登普雷里的總部外，指責該公司的經營方式推高藥品價格，並迫使獨立藥房關閉。

### 嫌疑人的行動
嫌疑人於2024年11月24日搭乘灰狗巴士抵達紐約市。該路線起點為喬治亞州亞特蘭大，但具體上車地點尚不明。他使用偽造的新澤西州身份證入住位於曼哈頓上西區的紐約市美國國際青年旅舍，並以現金支付。期間，他在旅館內住了10晚中的9晚，於12月3日退房。

## 暗殺

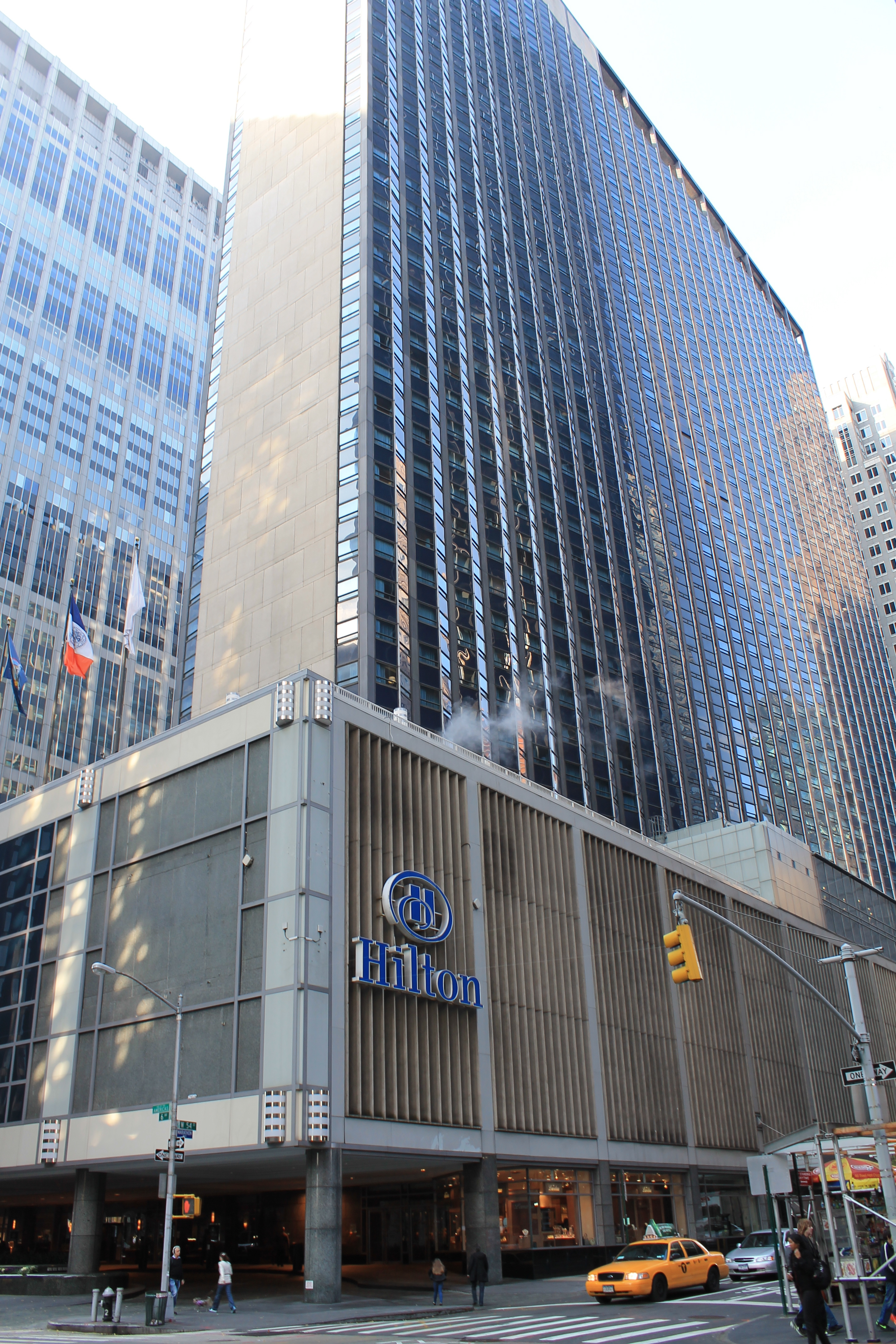
2012年的紐約市中心希爾頓酒店。54街位於右側。

2024年12月2日，湯普森抵達紐約市，前往紐約市參加母公司聯合健康集團的年度投資者會議。當地時間12月4日清晨約6點45分，他正沿著西54街步行前往會議地點紐約市中心希爾頓酒店。襲擊者身穿淺棕色或奶油色連帽衫，在酒店外等候數分鐘。當湯普森抵達酒店入口時，兇手距離他約20英尺（6），用一把配有消音器的9毫米手槍向他射擊至少兩次，擊中其背部和右小腿。
根據閉路電視的錄像，兇手每次射擊後似乎需要手動操作槍械結構，這表明其使用的可能是一把故障的半自動手槍。12月9日，警方在逮捕的嫌疑人隨身物品中發現一把3D列印手槍和消音器，經比對後確認與錄像中顯示的武器一致。
兇手在作案後騎電動自行車逃離現場。警方表示，他從喬治華盛頓大橋巴士站離開紐約市。湯普森被緊急送往西奈山西醫院搶救，於當日早上7點12分被宣告死亡。

### 時序
| 時間     | 事件 | 來源                 |
| 11月24日 | 11月24日 | 11月24日             |
| -------- | --- | -------------------- |
| 22:11    | 嫌疑人乘坐灰狗巴士抵達紐約市，該巴士從喬治亞州亞特蘭大出發，途中經停7站。                                                  | [ 33 ]               |
| (未知)   | 嫌疑人入住位於曼哈頓上西區的紐約市美國國際青年旅舍。                                                                       | [ 38 ]               |
| (未知)   | 嫌疑人在紐約市中心希爾頓酒店踩點。                                                                                         | [ 38 ]               |
| 11月29日 | |                      |
| (未知)   | 嫌疑人從紐約市美國國際青年旅舍退房。                                                                                       | [ 19 ]               |
| 11月30日 | |                      |
| (未知)   | 嫌疑人再次入住紐約市美國國際青年旅舍。                                                                                     | [ 19 ]               |
| 12月4日  | |                      |
| 05:30    | 嫌疑人離開旅館，被認為是騎自行車。                                                                                         | [ 33 ]               |
| 06:15    | 嫌疑人離開57街F線地鐵站。                                                                                                  | [ 39 ]               |
| 06:17    | 嫌疑人在距離紐約市中心希爾頓酒店兩個街區的一家星巴克咖啡館購買咖啡、水和格蘭諾拉麥片，並丟棄咖啡杯和水瓶。                 | [ 39 ] [ 40 ] [ 28 ] |
| 06:30    | 監視器畫面拍到嫌疑人邊走邊打電話。                                                                                         | [ 24 ]               |
| 06:39    | 嫌疑人抵達紐約市中心希爾頓飯店門前，等待了幾分鐘。                                                                         | [ 28 ] [ 40 ]        |
| 06:40    | 湯普森離開前一天晚上入住的萬豪酒店，前往紐約市中心希爾頓酒店。                                                             | [ 26 ]               |
| 06:44    | 湯普森沿著人行道走向紐約市中心希爾頓酒店，兇手向他開數槍，調整槍枝，之後槍枝似乎出現了卡殼；嫌疑人立即透過人行道向北逃走。 | [ 28 ] [ 41 ]        |
| 06:46    | 警方接獲911電話，通報有人被槍擊。                                                                                          | [ 28 ]               |
| 06:48    | 警方趕到現場後發現湯普森的背部和腿部有多處槍傷； 他被送往醫院。 兇手騎著電動自行車向北進入中央公園。                       | [ 28 ] [ 39 ]        |
| 06:59    | 有人看到一名疑似嫌疑人在西85街騎自行車。                                                                                   | [ 26 ]               |
| 07:04    | 嫌疑人在86街和阿姆斯特丹大道交叉口乘坐一輛北行計程車。                                                                     | [ 33 ]               |
| 07:12    | 湯普森在西奈山西醫院被宣布死亡。                                                                                           | [ 28 ]               |
| 07:30    | 嫌疑人抵達喬治華盛頓大橋巴士站。                                                                                           | [ 33 ]               |
| 08:00    | 聯合健康集團投資者會議開始。                                                                                               | [ 37 ]               |
| 09:00    | 聯合健康集團執行長安德魯·威蒂中止投資者會議。                                                                              | [ 42 ]               |

## 調查和追捕
紐約市警察局和紐約市長艾瑞克·亞當斯在案發當天均表示，這起事件似乎是有針對性的，並非隨機攻擊。

### 現場證據與警方調查
警方在案發現場發現3枚用過的彈殼和3枚未使用的子彈，彈殼上分別刻有「拖延」（delay）、「拒絕」（deny）和「取證」（depose）的字樣。其中，「取證」出現在擊中湯普森的子彈彈殼上，而「拖延」則標記在槍手排出的一枚未使用子彈上。警方推測，兇手可能在清除卡彈或故意丟棄該子彈時排出這枚子彈。這些字詞是否暗示作案動機仍在調查中。「拖延、拒絕、辯護」（delay, deny, defend）是保險業中常用來形容拒賠行為的術語。此外，2010年出版的《拖延、拒絕、辯護》一書中，作者羅格斯大學退休法學教授傑伊·M·費曼也批判財產與意外保險業的這種行為。根據部分彈殼證據，東北大學的犯罪學、法律與公共政策教授詹姆斯·艾倫·福克斯主張，湯普森的被殺很可能是出於報復。
除彈殼外，警方還在現場發現一枝水瓶、一張糖果包裝紙，以及一部可能屬於兇手的手機。12月6日，警方在中央公園找到一個屬於兇手的背包，裡面有一件Tommy Hilfiger夾克和幾張大富翁遊戲鈔票。

### 搜捕嫌疑人
2024年紐約市警察局宣佈提供最高10000美元的懸賞，徵求有關槍手行蹤的線索。次日，警方公開從嫌疑人下榻旅館與一間星巴克咖啡店監控畫面中截取的嫌疑人影像。兩張照片清楚拍攝到嫌疑人的臉部，其中一張顯示他在旅館前台對一名女性服務員展露笑容。據報導，他在與該女性調情後摘下了遮掩臉部的口罩。除了紐約市警察局提供的10000美元獎金，聯邦調查局也加入案件調查，並額外提供高達50000美元的懸賞，旨在鼓勵提供能促成嫌疑人被捕並定罪的關鍵信息。
根據警方的描述，嫌疑人為一名白人男性，身高約6英尺1英寸（185 cm），穿著淺棕色或奶油色連帽外套、深色長褲，以及帶有白色鞋底的黑色運動鞋。他攜帶灰色背包，並使用黑色口罩遮掩面部。警方表示，嫌疑人看似熟練掌握槍械使用技術。此外，他被形容為「非常擅長避開攝像頭」。

## 嫌疑人

### 生平
嫌疑人名叫路易吉·曼焦内，出身於一個頗有名氣的意大利裔家族。案發時路易吉26歲，他在馬里蘭州出生長大，後來畢業於賓州大學，曾在新車及二手車數位零售網站TrueCar就職。曼焦内非常反感联合健康保险，他批評這家公司只顧賺錢而忽視醫保患者。

### 被捕
2024年12月9日，嫌疑人路易吉·曼焦內在宾夕法尼亚州阿尔图纳一家麥當勞用餐時被麥當勞員工認出。據悉，當地警方接獲一名餐廳員工報案，該員工認出曼焦內與紐約市警察局上週發布的嫌疑人影像相符。阿爾圖納距離紐約市約280英里（450）。
曼焦內被捕時，身上攜帶一把與案發時使用的武器相似的3D列印手槍與消音器，以及一張假新澤西州駕照，該駕照與嫌疑人此前在曼哈頓旅館登記使用的名字一致。此外，警方表示，曼焦內隨身攜帶一份三頁、共262字的手寫宣言。

### 提控與罪名
同日，曼焦內在賓夕凡尼亞州布萊爾縣被控無證持槍、偽造證件罪、向執法部門提供虛假身分證明、持有犯罪工具。他於當日下午6點左右在布萊爾縣法院接受提訊，並被拒絕保釋。此外，他在紐約曼哈頓被加控二級謀殺、三項非法持有犯罪武器罪及偽造證件罪。

### 觀點

#### 宣言
2024年12月10日，記者肯·克里彭斯坦公佈曼焦內的完整宣言全文，共262字。曼焦內在文件中表示，他是單獨策劃並執行這次行動，方法包括「簡單的社會工程學、基礎CAD技術，以及極大的耐心」。他在文中向執法機構表達敬意，對行動可能帶來的「不安或創傷」表示歉意，但堅持認為「這是必須做的事」。
宣言重點批判美國的醫療系統，指出儘管醫療成本高昂，美國的國民平均壽命卻排名靠後。他特別提到聯合健康集團的市值，形容其是美國最大的企業之一。他還引用伊莉莎白·羅森塔爾和麥可·摩爾等人對醫療制度的批評，認為當前的問題不在於人們是否了解現狀，而是「權力之間的博弈」。宣言最後稱自己是「首位以如此殘酷誠實面對現實的人」。

#### 社交媒體
據《商業內幕》報導指，曼焦內在X／Twitter及Goodreads的帳號並未顯示明確的政治立場。《新共和》指出，「他的X帳號主要充斥著偏向右派、略顯虛無主義的科技男觀點，涵蓋對人工智慧、心理健康、利他主義、古代歷史及社會問題的評論。」
在Goodreads上，他對《論工業社會及其未來》（即「大學航空炸彈客」泰德·卡辛斯基的宣言）的評論批評卡辛斯基使用暴力傷害無辜者，並表示該人「應該被監禁」。然而，他同時認為，「說『暴力解決不了問題』的往往是懦夫或掠奪者」，並聲稱「當其他所有溝通方式都失效時，暴力是生存所必須的」。
他的X帳號曾多次轉發批評「覺醒主義」的內容，並對西方世界的世俗化與基督教的衰退表示憂慮。他在Goodreads上曾收藏6本與慢性背痛及脊椎手術相關的書籍。2024年5月，他分享一篇自己高中時期的文章，標題為《基督教如何透過吸引古羅馬底層階級得以興盛》。此外，他曾在帖子中讚揚過彼得·泰爾和伊隆·馬斯克。

## 反應

### 遇害者家庭
湯普森的遺孀波莉特在丈夫遇害後發表聲明，說她和家人對於這場「毫無意義的殺戮」深感痛心。她形容她的丈夫是「一位充滿愛心、慷慨而且才華橫溢的人」，也是「我們兩個兒子的慈愛父親」。就在他死後不久，湯普森家的兩棟房子遭到惡意報假警事件。

### 公眾
許多網民對湯普森、聯合健康保險及美國健康保險制度表達不滿，甚至讚揚兇手的行為。不少人分享自己因保險理賠遭拒而造成傷害甚至失去親人的經歷，並以諷刺性表情包和黑色幽默調侃這宗事件。哥倫比亞大學社會工作系講師安東尼·澤庫斯在社交媒體發文：「今天，我們哀悼……布萊恩·湯普森之死，他被槍擊身亡……抱歉，今天我們哀悼的是每年68000名因像布萊恩·湯普森這樣的保險公司高管致富而枉死的美國人。」
一名醫生接受《每日野獸》訪問時表示，雖然認為兇手應該被法律制裁，但湯普森作為執行長的行為導致巨大的痛苦和生命損失。他形容這些損失「達百萬級別」，並補充說：「那麼多人因他的公司受苦，我很難對他產生同情。」
在Reddit的r/nursing子版塊，一條模仿保險拒賠信的諷刺評論嘲弄湯普森之死。而嫌疑人因其外貌與提摩西·夏勒梅、戴夫·弗蘭科和傑克·吉林哈爾相似而意外成為網絡討論的焦點。保守派評論員班·夏皮羅和馬特·沃爾什因譴責支持兇手的評論並將責任歸咎於左派政治，而遭到觀眾的猛烈反擊。甚至因員工向警方提供線索導致嫌疑人被捕的麥當勞分店，遭遇負評轟炸。
網路傳染研究所的分析顯示，在X上與湯普森或聯合健康集團相關的十大熱門貼文中，有六篇內容或多或少支持襲擊，或是批評湯普森。一些留言呼籲對這些執行長們展開更多襲擊，甚至發動階級鬥爭。研究人員認為，這次遇刺案被視為「階級鬥爭的開端」，而且來自不同政治立場的聲音均表達對此行為的支持。在湯普森遇害後，聯合健康集團在Facebook上發表聲明表示哀悼，但該聲明的評論功能已關閉。截至12月6日，約有90000名用戶對該聲明以「哈哈」反應，而選擇「悲傷」的僅有2200人。
普林斯頓大學教授澤內普·圖費克奇將公眾對湯普森被殺的反應形容為「應該敲響警鐘」，並指出這種反應與美國鍍金時代期間對貪婪與貧富差距的不滿情緒類似。她認為，當時針對企業巨頭和權貴的暴力政治運動，正是極端不平等的產物。她進一步指出：「美國目前的財富集中程度已超越鍍金時代，而政治家推動改革的意願似乎完全消失。我擔憂這次暴力事件所揭示的眾怒，最終可能只會導致富人進一步退縮，而非改革的到來。」芝加哥大學政治暴力專家羅伯特·帕普接受《衛報》訪問時指出，社交媒體的反應顯示，美國社會對以暴力解決分歧的接受度正在上升。
另一方面，《國家評論》的評論員多明尼克·皮諾強調，支持湯普森遇害的僅是少數激進人士。他援引蓋洛普與凱澤家族基金會的數據指出，大多數美國人對自己的醫療服務感到滿意。
「大學航空炸彈客」泰德·卡辛斯基的兄弟大衛·卡辛斯基對他已故兄弟對曼焦內的明顯影響表示擔憂，他說：「一想到我兄弟的行為以任何方式影響了一個人，這真的給我個人帶來極大痛苦。」

### 醫療保健行業
聯合健康集團執行長安德魯·威蒂在湯普森遭槍殺後的一段內部影片中，為公司拒絕理賠政策進行辯護。這段影片於12月5日錄製，也就是湯普森死後隔天。威蒂在影片中強調，聯合健康集團肩負著確保「安全且適當」醫療的責任，並表明公司將繼續阻止「不必要的醫療」。
在湯普森被殺後，聯合健康保險、藍十字藍盾協會及安泰人壽經營的CVS健康紛紛從其網站移除高層領導的照片及其他相關資訊。根據私營保安公司聯合環球的說法，湯普森死後幾天內，有關為企業執行長及高管提供保護服務與安全措施的諮詢需求激增。Point32Health前首席醫療官邁克爾·舍曼則表示，醫療保險高管對此類威脅的擔憂是有道理的，並指出：「擔心那些因服務被拒絕而可能處於情緒不穩定狀態的人，並非偏執。」
針對湯普森身亡後在網絡上的反應，耶魯大學附屬執行長領導學院負責人傑弗里·索南菲爾德評論說：「我們目睹憤怒與精神錯亂之人可怕且怪異的轉變。」一名保險業高管在接受《金融時報》訪問時透露，針對健康保險公司的威脅並不少見，並表示：「我們有時拒絕為癲癇兒童提供質子激光治療，結果家長會情緒失控。」另一位高管則補充道：「最令人不安的是，人們能躲在鍵盤後，喪失人性。」
此外，湯普森被殺後，Anthem Blue Cross改變了先前在康涅狄格州、紐約州和密蘇里州對外科麻醉設定時間限制的爭議性政策。

### 政界
針對湯普森被殺事件，包括2024年美國總統選舉副總統候選人、明尼蘇達州州長提姆·華茲和參議員艾米·克羅布徹在內的多名政治人物表示震驚，並向其家人致以哀悼。華茲表示，他與湯普森相識。即將卸任的民主黨眾議員迪恩·菲利普斯則在聲明中寫道：「今天早上，我的選民布萊恩·湯普森在紐約市遭到暗殺，這令我感到無比震驚。我為他的家人祈禱。」馬里蘭州州議員尼諾·曼焦內是涉案嫌疑人路易吉·曼焦內的表親，他談及此案時說：「我們向布萊恩·湯普森的家人致以祈禱，並呼籲大家為所有相關人士祈禱。」針對表親的逮捕，他在社交媒體上表示：「我們的家人對路易吉的被捕感到震驚和心碎。」
2024年12月8日，在ABC節目《This Week》的訪談中，民主黨眾議員羅·康納評論湯普森遇刺案時表示：「暴力是無法被合理化的。」他進一步指出，公眾對這起事件的反應並不令他意外，並提到：「我們每年浪費數千億美元在醫療行政費用上，這讓保險公司的執行長和富有的股東極度富裕，而同時有8500萬美國人未投保或保險不足。」

## 外部鏈接
- 肯‧克里彭斯坦報導路易吉‧曼焦內的宣言 （页面存档备份，存于）